# Aki Maeda (MAX)
Pour les articles homonymes, voir Aki Maeda et Maeda.
Aki Maeda (前田 亜紀, Maeda Aki, née le 22 octobre 1980 à Okinawa, Japon), plus connue sous son nom de scène Aki, est une chanteuse japonaise. Elle débute en 2001 en rejoignant le groupe d'idoles japonaises Hipp's, avant de remplacer Mina au sein du groupe MAX en 2002. En 2007, elle joue avec les membres du groupe dans le drama Churusan 4. Elle quitte MAX en 2008, et Mina reprend sa place peu après.

## Discographie
Avec Hipp's
- 20012 : Go! Go! Girl! / Sweet Love (single)

Avec MAX
- 2002 : Eternal White (single)
- 2003 : Festa (single)
- 2003 : Love Screw (single)
- 2004 : Be With You (single)
- 2005 : Nirai Kanai (single)
- 2005 : Anata wo Omō Hodo (single)
- 2006 : Jewel of Jewels (album)
- 2006 : Prism of Eyes / Splash Gold -Natsu no Kiseki- (single)
- 2006 : Splash Gold -Natsu no Kiseki- / Prism of Eyes (single)